# 中川里江
中川里江（日语：／ Nakagawa Rie，1973年12月26日—），日本女性配音員，出生於高知县，目前是PEERLESS GERBERA事務所所屬。

## 參演作品
2000年
- 遊戲王怪獸之決鬥（奇莎拉）

2002年
- 尋找滿月（克拉拉）

2004年
- 烏龍派出所（護士）

2005年
- 光速蒙面俠21（小早川美生、小结的母親）
- 我愛美樂蒂（美樂蒂的媽媽、天氣娃娃、葉山 其他）
- 銀牙傳說韋德（麗華）
- 涼風（新聞播報員）
- 絕對少年（女孩B）

2006年
- 死神的歌謠（成員#5）
- 草莓狂熱（同學）
- 人造昆蟲獨角仙博格V×V（春子、凱西、荒川梢、葛羅麗亞、卡娜莉安、勝治的奶奶 其他）
- 妖逆門（亞紀的母親、阿修的母親）

2007年
- 貓先生拉麵屋（大將）
- 快樂小兔幸運草（毛毛）
- 戀愛情節（女學生、毛蟹的聲音 其他）
- 魔法人力派遣公司（人魚）

2008年
- 吸血鬼騎士 Guilty（教師）
- 神槍少女（菲蘿）

2009年
- 遊魂 -Kiss on my Deity-（鵺）
- 元氣媽媽（大地同學、山田老師、菲麗蘋媽媽、助手、喬、世界的人們、母親、小公主、阿姨 其他）
- 異世界聖機師物語 (瓦烏安麗·舒梅)

## 外部連結
- 事務所公開簡歷（页面存档备份，存于） （日語）